# もりべん
合同会社もりべんは、山形県山形市山形駅の駅弁などを製造・販売する会社。

## 沿革
- 1945年（昭和20年）4月1日 - 合資会社 森弁当部として創業。
- 2015年（平成27年）10月5日 - 合同会社もりべんに社名変更。

## 駅弁
- 鳥めし
- 花笠こけし
- 特製二ツ折 大名弁当
- ローストビーフ弁当
- 旅の栞
- ZAO紅花鶏弁当
- みちのく弁当の旅
- 牛めし
- 紅花の里
- べごっこ弁当

### 期間限定駅弁
山形新幹線開業15周年記念（2007年7月〜2010年7月）
- The やまがた - 1000円

（2010年7月〜）
- やまがた味めぐり

## 販売場所
山形駅
- 新幹線乗換口前（日中時間帯、一部商品のみ販売）
- 改札外待合室内駅弁売店
- 新幹線ホーム内NRE売店

新庄駅
- 1番線ホーム（一部時間帯の新幹線発車前のみ）
- 山形新幹線「つばさ」車内販売（牛めしのみ）

東京駅
- 駅構内、駅弁売店『祭』にて販売。時期によって、実演販売も実施中。